# San Marino w Konkursie Piosenki Eurowizji Junior
San Marino w Konkursie Piosenki Eurowizji Junior zadebiutowało w 2013 roku. Od czasu udziału konkursem w kraju zajmuje się sanmaryński nadawca San Marino RTV (SMRTV).

## Historia San Marino w Konkursie Piosenki Eurowizji Junior
15 lipca 2011 państwo znalazło się na liście krajów uczestniczących 9. Konkursu Piosenki Eurowizji Junior. 7 października 2011 Alessandro Capicchioni, szef delegacji poinformował, że stacja zdecydowała się wycofać z udziału w konkursie ze względu na brak reprezentanta.

### Konkurs Piosenki Eurowizji Junior 2013
25 października 2013 stacja potwierdziła, że zadebiutuje w 11. Konkursie Piosenki Eurowizji Junior. 28 października sanmaryński nadawca ogłosił, że 15-letni Michele Perniola został wybrany na reprezentanta, a 31 października ujawniono konkursową piosenkę „O-o-O Sole intorno a Me”.
30 listopada 2013 Michele wystąpił jako czwarty w kolejności startowej i zajął 10. miejsce zdobywszy 42 punkty.

### Konkurs Piosenki Eurowizji Junior 2014
18 września 2014 sanmaryński nadawca San Marino RTV (SMRTV) potwierdził udział w 12. Konkursie Piosenki Eurowizji Junior. 26 września ogłoszono, że na reprezentantki wybrano zespół The Peppermints w którego skład wchodziły: Raffy, Greta, Anita, Arianna oraz Sara. 29 września podczas konferencji prasowej ujawniono konkursową piosenkę „Breaking My Heart”.
15 listopada 2014 zespół wystąpił jako trzeci w kolejności i zajął 15. miejsce zdobywszy 21 punktów, w tym 11 pkt od jury (15. miejsce) oraz 11 pkt od wdzów (13. miejsce).

### Konkurs Piosenki Eurowizji Junior 2015
27 września 2015 za pośrednictwem Twittera kierownik wykonawczy konkursu Władisław Jakowlew poinformował, że San Marino weźmie udział w konkursie w 2015. 29 października ujawniono, że na reprezentantkę wybrano 11-letnią Kamiłłę Ismaiłową. 9 listopada 2015 opublikowano konkursową piosenkę „Mirror”.
21 listopada 2015 Kamiłła wystąpiła jako czternasta w kolejności startowej występów i zajęła 12. miejsce zdobywszy 36 punktów, w tym 15 pkt od jury (15. miejsce) oraz 51 pkt od widzów (9. miejsce).

### Konkurs Piosenki Eurowizji Junior 2016–2023: Brak udziału
14 lipca 2016 stacja ogłosiła, że wycofuje się z udziału w 14. Konkursie Piosenki Eurowizji Junior bez podania przyczyny.
W latach 2017–2023 państwo nie brało udziału w konkursie nie podając przyczyny swojej nieobecności.

### Konkurs Piosenki Eurowizji Junior 2024
3 września 2024 San Marino znalazło się na liście państw uczestniczących opublikowanej przez EBU, potwierdzając tym samym powrót San Marino do udziału w konkursie po dziewięciu latach przerwy. 11 września 2024 podczas festiwalu Sogna ragazzo sogna ujawniono, że na reprezentantki wybrano zespół dziewcząt Idols SM w którego skład wchodzą: Asia Ceccoli, Giulia Rinaldi, Giorgia Descisolo i Vera Stefania Olkhovskaya. 5 października na oficjalnym kanale Junior Eurovision Song Contest opublikowano konkursowy utwór „Come noi” wraz teledyskiem. Kompozycja została skomponowana i napisana przez członków zespołu Miodio. 16 listopada wystąpiły jako trzynaste w kolejności startowej  i zajęły ostatnie 17. miejsce zdobywszy 47 punkty, w tym 1 pkt od jury (17. miejsce) i 46 pkt od widzów (12. miejsce). 

### Konkurs Piosenki Eurowizji Junior 2025
29 listopada 2024 szef delegacji Alessandro Capicchioni potwierdził udział kraju w 23. Konkursie Piosenki Eurowizji Junior.

## Uczestnictwo
San Marino uczestniczyło w Konkursie Piosenki Eurowizji Junior w latach 2013–2015. Poniższa tabela uwzględnia wszystkich sanmaryńskich reprezentantów, tytuły konkursowych piosenek i języki w których były śpiewane oraz wyniki w poszczególnych latach.
| Rok                                   | Artysta           | Piosenka                  | Język             | Miejsce | Punkty |
| ------------------------------------- | ----------------- | ------------------------- | ----------------- | ------- | ------ |
| 2013                                  | Michele Perniola  | „O-o-O Sole intorno a Me” | włoski            | 10      | 42     |
| 2014                                  | The Peppermints   | „Breaking My Heart”       | włoski, angielski | 15      | 21     |
| 2015                                  | Kamiłła Ismaiłowa | „Mirror”                  | włoski, angielski | 14      | 36     |
| Brak reprezentanta w latach 2016–2023 |                   |                           |                   |         |        |
| 2024                                  | Idols SM          | „Come noi”                | włoski            | 17      | 47     |
| 2025                                  |                   |                           |                   |         |        |

Legenda:
     1 miejsce
     2 miejsce
     3 miejsce
     Ostatnie miejsce

## Historia głosowania w finale (2013–2024)
Poniższe tabele pokazują, którym krajom San Marino przyznawało w finale konkursu punkty oraz od których państw sanmaryńscy reprezentanci otrzymywali noty.
| L.p. | Kraj                      | Punkty |
| ---- | ------------------------- | ------ |
| 1.   | Malta                     | 29     |
| 2.   | Armenia · Rosja           | 21     |
| 3.   | Białoruś                  | 16     |
| 4.   | Gruzja · Ukraina · Włochy | 12     |
| 5.   | Serbia                    | 11     |

| L.p. | Kraj               | Punkty |
| ---- | ------------------ | ------ |
| 1.   | Ukraina            | 13     |
| 2.   | Rosja              | 11     |
| 3.   | Włochy             | 9      |
| 4.   | Armenia · Białoruś | 6      |
| 5.   | Malta · Gruzja     | 3      |

## Komentatorzy i sekretarze
Spis poniżej przedstawia wszystkich sanmaryńskich komentatorów konkursu oraz krajowych sekretarzy podających punkty w finale.
| Komentatorzy i sekretarze z San Marino             | Komentatorzy i sekretarze z San Marino | Komentatorzy i sekretarze z San Marino | Komentatorzy i sekretarze z San Marino |
| Rok                                                | Komentator                             | Sekretarz                              | Źr.                                    |
| -------------------------------------------------- | -------------------------------------- | -------------------------------------- | -------------------------------------- |
| 2013                                               | Lia Fiorio i Gilberto Gattei           | Giovanni                               | [ 40 ]                                 |
| 2014                                               | Lia Fiorio i Gilberto Gattei           | Clara                                  | [ 41 ]                                 |
| 2015                                               | Lia Fiorio i Gilberto Gattei           | Arianna Ulivi                          | [ 42 ]                                 |
| Brak reprezentanta i transmisji w latach 2016–2023 |                                        |                                        |                                        |
| 2024                                               | Mirco Zani i Roberto Bagazzoli         |                                        | [ 43 ]                                 |
| 2025                                               |                                        |                                        |                                        |